# Theonoe
Theonoe là một chi nhện trong họ Theridiidae.

## Các loài
- Theonoe africana Caporiacco, 1947
- Theonoe formivora (Walckenaer, 1842)
- Theonoe major Denis, 1961
- Theonoe mihaili (Georgescu, 1989)
- Theonoe minutissima (O. P.-Cambridge, 1879)
- Theonoe sola Thaler & Steinberger, 1988
- Theonoe stridula Crosby, 1906